# Vadim Guigolaev
Vadim Guigolaev, noto anche come Wadim Gigolajew (in russo Вадим Гиголаев?, Vadim Gigolaev; Beslan, 15 giugno 1979) è un lottatore allenatore di lotta russo naturalizzato francese, specializzato nella lotta libera.

## Biografia
È nato in Cecenia. Iniziò a praticare la lotta per la nazionale giovanile russa, guadagnando l'oro ai mondiali cadetti del 1995 e agli europei junior del 1996.
Emigrò in Francia da Vladikavkaz nel 2000, paese di cui acquisì la cittadinanza nel gennaio 2004. Fu ingaggiato dal Club Bagnolet lutte 93 e fu allenato da Didier Duceux, presidente del club.
Dal 2004 quindi iniziò a difendere i colori della nazionale francese, guadagnando il settimo posto agli europei di Ankara 2006 nel torneo dei 66 kg. Nel torneo mondiale di qualificazione olimpica di Sofia si classificò quinto e non riuscì ad ottenere un posto per i Giochi olimpici estivi di Atene 2004.
Agli europei di Varna 2005 fu diciassettesimo. Lo stesso anno, vinse la medaglia d'oro ai Giochi del Mediterraneo di Almería 2005, battendo in finale il siriano Mazen Kadmani. Ai mondiali Budapest 2005 si classificò sedicesimo.
Ottenne la medaglia di bronzo agli europei di Mosca 2016. 
Ai mondiali di Baku 2007 fu eliminato agli ottavi dal bulgaro Nikolay Paslar, dopo aver battuto lo spagnolo Manuel Ortiz ai quarti. Quell'anno ebbe un infortunò al collo, che ne condizionò le prestazioni.
Tentò di qualificarsi ai Giochi olimpici di Pechino 2008 al torneo mondiale di qualificazione olimpica di Varsavia, ma fu solo nono e non riuscì nell'impresa.
Dopo il ritiro dall'attività agonistica nel 2008, è divenuto allenatore del Club Bagnolet lutte 93.

## Palmarès
| Anno                            | Manifestazione          | Sede                      | Evento | Risultato | Note |
| ------------------------------- | ----------------------- | ------------------------- | ------ | --------- | ---- |
| In rappresentanza della Russia  |                         |                           |        |           |      |
| 1995                            | Mondiali cadetti        | non conosciuta (bandiera) | 65 kg  | Oro       |      |
| 1996                            | Europei junior          | Sofia                     | 63 kg  | Oro       |      |
| In rappresentanza della Francia |                         |                           |        |           |      |
| 2004                            | Europei                 | Ankara                    | 66 kg  | 7º        |      |
| 2005                            | Europei                 | Varna                     | 66 kg  | 17º       |      |
| 2005                            | Giochi del Mediterraneo | Almería                   | 66 kg  | Oro       |      |
| 2005                            | Mondiali                | Budapest                  | 66 kg  | 16º       |      |
| 2006                            | Europei                 | Mosca                     | 66 kg  | Bronzo    |      |
| 2007                            | Mondiali                | Baku                      | 66 kg  | 17º       |      |

## Altre competizioni internazionali
2004
- 5º nei 66 kg nel Torneo mondiale di qualificazione olimpica ( Sofia)

2008
- 9º nei 66 kg nel Torneo mondiale di qualificazione olimpica ( Varsavia)